# Гатльдоур Аусґрімссон
Заголовок цієї статті — це ісландське ім'я, де Гатльдор — особове ім'я, а Асгрімссон — ім'я по батькові. 

Гатльдор Асґрімссон (ісл. Halldór Ásgrímsson; 8 вересня 1947 — 18 травня 2015) — ісландський політик, прем'єр-міністр Ісландії з 15 вересня 2004 до 15 червня 2006, міністр закордонних справ Ісландії з 23 квітня 1995 до 15 вересня 2004, лідер Прогресивної партії в 1994–2006.

## Біографія
Член Альтинга в 1974–1978 і 1979–2003, міністр рибальства в 1983–1991, юстиції і духовних справ в 1988–1989, Північної співпраці в 1985–1987 і 1995–1999.

У 2004 змінив Давида Оддсона на посту прем'єр-міністра, в 2006 пішов у відставку після поганих результатів, показаних Прогресивною партією на муніципальних виборах. З 31 жовтня 2006 — генеральний секретар Ради міністрів Північної ради.